# アナトリー・ドブルイニン

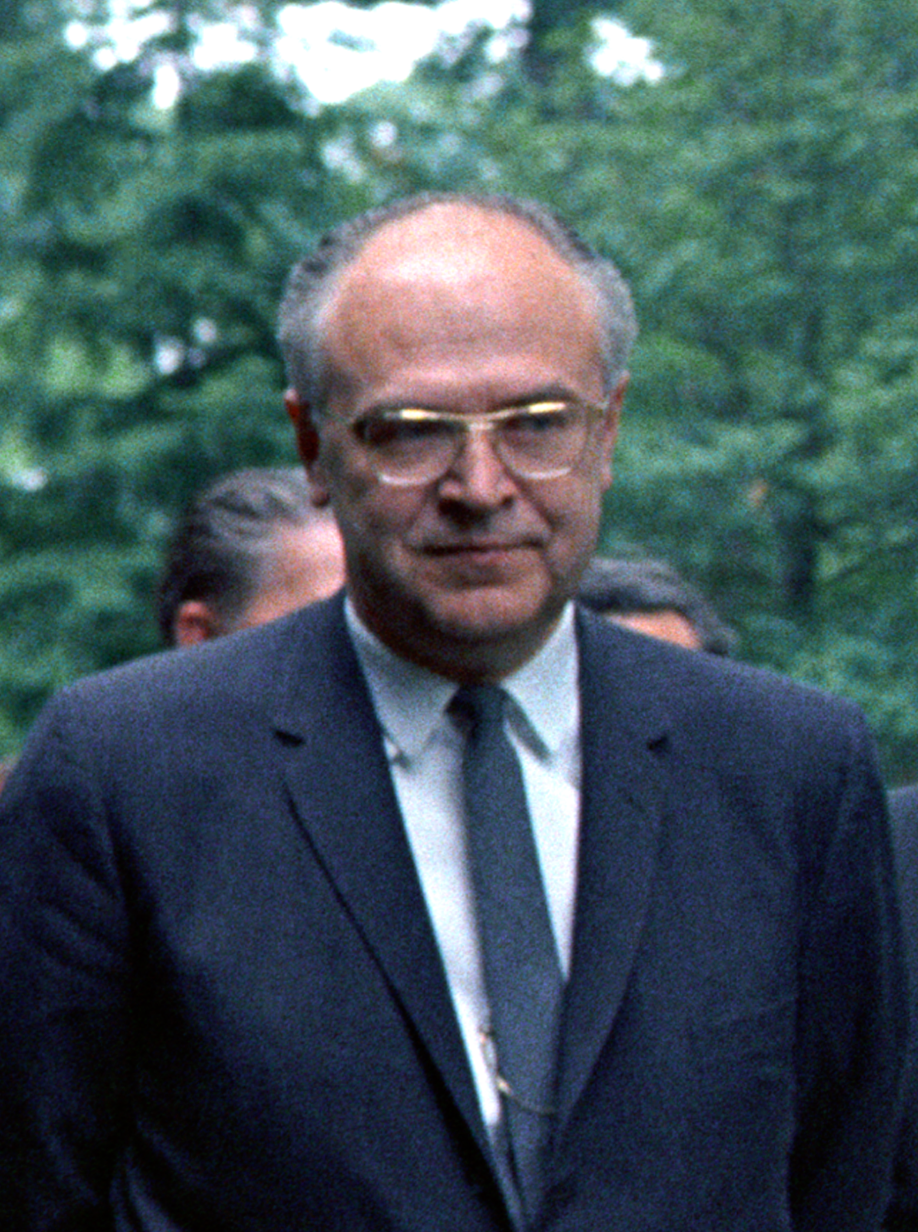
アナトリー・ドブルイニン

アナトリー・フョードロヴィチ・ドブルイニン（Анатолий Фёдорович Добрынин, Anatoly Fyodorovich Dobrynin, 1919年11月16日 - 2010年4月6日）は、ソビエト連邦の外交官。

## プロフィール
1946年、ソビエト連邦外務省に入省。1957年に国連事務次長に任命され、1960年にソ連外務省の北米部門の長として、モスクワに戻った。
1962年から1986年まで、24年間の長きに渡って駐アメリカ大使を務めた。フルシチョフ時代におきたキューバ危機や、原子炉を搭載した人工衛星コスモス954号墜落事件の際には、ソ連を代表してアメリカ側と交渉をしている。
駐米大使離任後は、ソ連共産党中央委員会書記兼国際部長に就任した。
2010年4月6日、モスクワにて逝去したことがロシアの新聞『ロスバルト』に報じられた。死因は不明。90歳没。

## 脚註
1. ↑  原子炉積載衛星が墜落 ソ連のコスモス型『朝日新聞』1978年（昭和53年）1月25日朝刊、13版、1面
2. ↑  Медведев соболезнует родным и близким известного дипломата Добрынина ロスバルト 2010年4月8日閲覧。
3. ↑  訃報：A.ドブルイニンさん 毎日新聞 2010年4月8日閲覧。